# Salvador Balcells i Vilà
Salvador Balcells i Vilà   (l'Espluga de Francolí, 1946) és un escriptor català. És considerat un dels primers autors catalans a escriure i teoritzar la lluita d'alliberament nacional incorporant-hi la visió ecologista amb la intenció d'elaborar l'argument de la lluita d'alliberament ambiental dels Països Catalans.

## Trajectòria
Va ser llibreter durant vint anys al Prat de Llobregat i ha treballat també com a gestor cultural. És autor de tres llibres de divulgació: Energia i societat. Una perspectiva catalana (Edicions de la Federació d'Entitats Culturals del País Valencià, 1986, Premi Xavier Romeu de Monografies per a l'Ensenyament), Barcelona'92. Com desfer Catalunya (Edicions Lluita, 1986), i Visca la terra. Manual de l'ecologista català (Edicions Lluita, 1989).
A l'editorial Meteora ha publicat les novel·les La taca negra (2007), que amb el títol provisional de «Nines russes» va guanyar el premi Joan Arús que convoca anualment l'Ajuntament de Castellar del Vallès, El vi fa sang (2010), Dur de pair (2012), Tempesta al Bàltic (2014), Procés enverinat (2016) i Si saps caure t'alçaràs (2020). Les seves novel·les publicades a Meteora són de temàtica policíaca i estan protagonitzades pel sotsinspector dels Mossos d'Esquadra Emili Espinosa, un antiheroi malparlat, individualista, i amb tendència a l'enfrontament amb els superiors. A l'editorial Gregal ha publicat la novel·la Els crims del convent (2017). A l'editorial Llibres del Delicte Quan la mort truca a la porta (2021). Aquesta novel·la va guanyar el premi Vilassar de Noir de l'any 2020. A l'editorial Bromera va publicar Quatre dies de març (2023), guanyadora del Premi Novel·la i Falles, que atorga anualment l'Ajuntament de Cullera. I amb l'editorial Voliana ha publicat la novel·la Retorn a Fukushima (2023) escrita a quatre mans amb Maite Alay.
També en el camp de la ficció, ha publicat contes en les següents obres col·lectives: Salou 6 pre-textos V (Ajuntament de Salou, 2009), Estimada solitud i 15 contes més (La Busca Edicions, 2009), Crims.cat 2.0 (Editorial Al Revés, 2013), Assassins del Camp (Llibres del Delicte, 2018), El futbol és així (Edicions Xandri, 2018) i Tercer Festival Literari (Ajuntament de Canyelles, 2023)
Dirigeix la col·lecció Falciot Negre de Voliana Edicions. És el comissari del festival El Vi Fa Sang, de l'Espluga de Francolí.